# Krzykaczyki
Krzykaczyki (Pipritidae) – monotypowa rodzina ptaków z podrzędu tyrankowców (Tyranni) w rzędzie wróblowych (Passeriformes). Została wyodrębniona z rodziny tyrankowatych (Tyrannidae).

## Zasięg występowania
Rodzina obejmuje gatunki występujące w Ameryce Centralnej i Południowej.

## Morfologia
Długość ciała 12–14 cm; masa ciała 15–21 g.

## Systematyka

### Etymologia
- Piprites: rodzaj Pipra Linnaeus, 1764 (gorzyk); gr. -ιτης -ites „przypominający”[5].
- Hemipipo: gr. ἡμι- hēmi- „pół-, mały, podobny do”, od ἡμισυς hēmisus „połowa”; πιπων pipōn „niezidentyfikowany mały ptak”; w ornitologii pipra oznacza „gorzyka”[6]. Gatunek typowy: Pipra chloris Temminck, 1822.

### Podział systematyczny
Do rodziny należy jeden rodzaj Piprites z następującymi gatunkami:
- Piprites pileata (Temminck, 1822) – krzykaczyk czarnołbisty
- Piprites griseiceps Salvin, 1865 – krzykaczyk szarogłowy
- Piprites chloris (Temminck, 1822) – krzykaczyk oliwkowy